# Jan Kořínek
Jan Kořínek (13. února 1626, Čáslav – 12. srpna 1680, Praze) byl jezuitský kněz, filozof a spisovatel.

## Život
Již v šestnácti vstoupil do jezuitského řádu, kde nejprve přednášel filozofii, v roce 1666 se stal rektorem na jezuitské koleji v Litoměřicích a poté působil na více místech, především na koleji v Kutné Hoře. Za svého života se seznámil s Bohuslavem Balbínem a stal se jedním z jeho nejodvážnějších zastánců a je autor Balbínova přízviska „český Livius“.
Kořínek se stal známý především díky své historické práci věnované městu Kutná Hora nazvanému Staré paměti kutnohorské. Toto dílo spadá do kategorie vlasteneckých historických děl hojně vznikajících pod vlivem Balbína, ale Kořínkova historie se oproti ostatním dílům vymyká především jazykem, který je notně ovlivněn havířskou mluvou. Jedním takovým slovem je handštán, které Kořínek používá k dělení díla a v hornické mluvě označuje rudný kámen. Text Kořínek doplňoval krátkými veršováními.

## Dílo
- Philosophia peripatetica, 1658
- Staré paměti kutnohorské, 1675 – zdigitalizovaný výtisk (DjVu)
- Staré paměti kutnohorské (vědecká edice), 2000